# 塔夸里瓦伊
塔夸里瓦伊是巴西圣保罗州的一个市镇。总面积232.963平方公里，总人口4953人，人口密度21.3人/平方公里。